# Füzesabony
Füzesabony város Heves vármegye keleti részén, az Alföld északi peremvidékén. A Füzesabonyi járás központja. A megyeszékhely után a vármegye ötödik legnépesebb települése. Vasúti és közúti közlekedési csomópont.

## Fekvése
Az Alföld északi peremén, a Hevesi-síkon helyezkedik el. A közvetlenül határos települések: észak felől Maklár, kelet felől Szihalom, délkelet felől Mezőtárkány, dél felől Dormánd, délnyugat felől Erdőtelek, nyugat felől Kál, északnyugat felől pedig Kerecsend.

### Megközelítése
A város közlekedési csomópont: áthalad a határai közt a 3-as főút és az M3-as autópálya, előbbiből itt ágazik ki a Debrecenre vezető 33-as főút, amelynek az autópályával is van itt csomópontja. Érinti a területét az M25-ös autóút is – amely ugyancsak találkozik a 3-as főúttal –, valamint a 251-es főút, amely a 33-ast köti össze az Egerig húzódó autóúttal.
A hazai vasútvonalak közül három is érinti: a MÁV 80-as számú Budapest–Sátoraljaújhely-vasútvonala áthalad a településen, illetve innen indul a 108-as számú Füzesabony–Debrecen és a 87a sorszámú Füzesabony–Eger-vasútvonal. Közös állomásuk Füzesabony vasútállomás, mely a belterület középső részén (a történelmi belváros északi szélén) helyezkedik el, közúti elérését több más helyi utca mellett elsődlegesen a 33 110-es számú mellékút (települési nevén Kerecsendi út, illetve Szihalmi út) biztosítja.

## Története

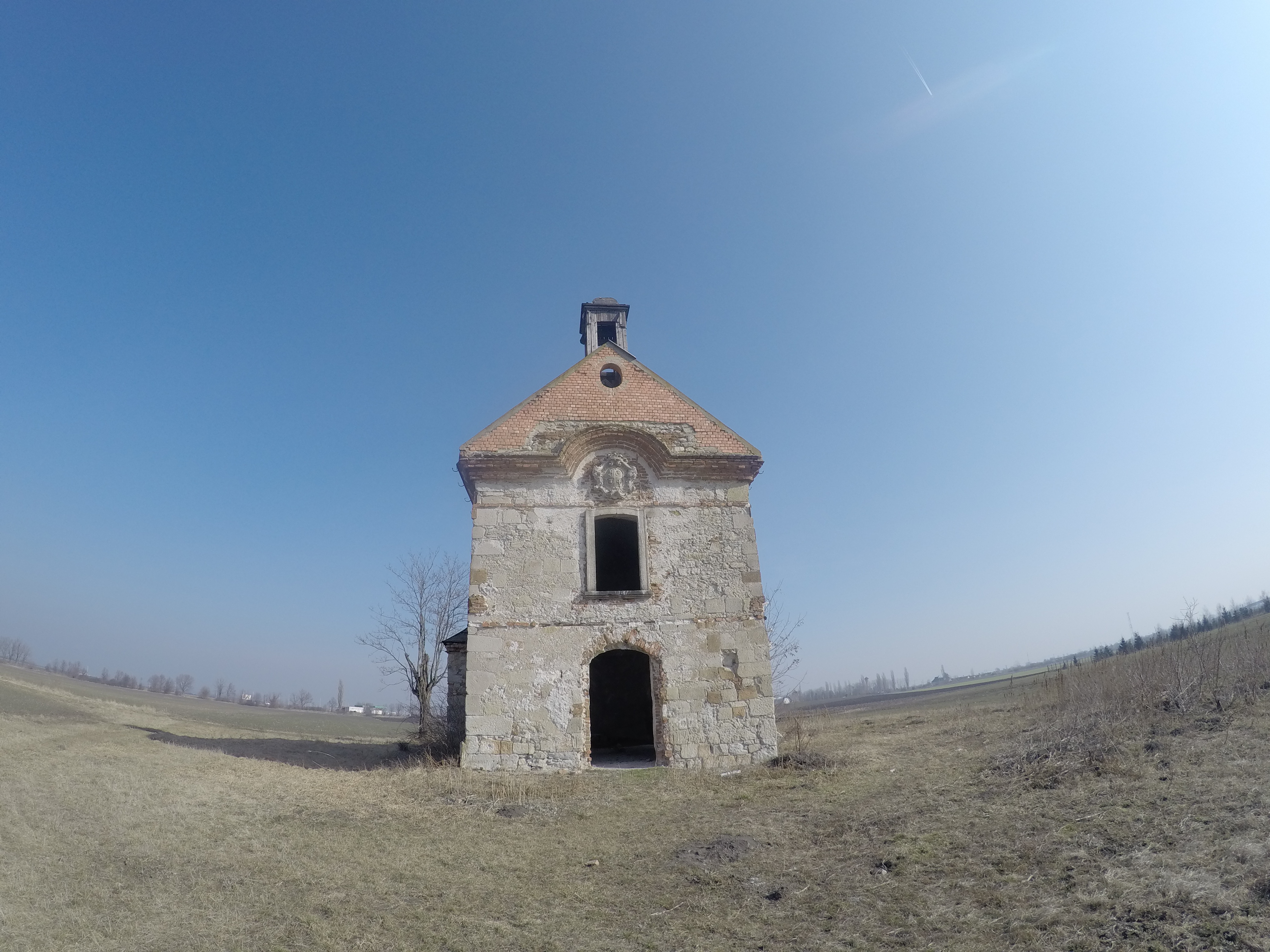
A pusztaszikszói kápolna romos épülete Füzesabony határában

A terület már az őskorban is lakott volt, az ezt bizonyító leletanyagot ma a Magyar Nemzeti Múzeumban őrzik. Füzesabony-Gubakút és a Pusztaszikszó mellett fekvő Szikszói berek elnevezésű részén, illetve a szennyvíztelep közelében neolit településeket tártak fel a régészek 1995–96 közt, illetve 1997-ben és 2005–2006 közt. Később kelták és szarmaták is lakták. A települést 1261-ben, Obon alakban említik először. A törökök Eger első ostromának évében (1552) elpusztították, de gyorsan benépesült újra. 1945-ig az egri püspökség, majd érsekség birtoka volt.
1869-ben kezdődött a vasútvonal kiépítése Miskolc és Hatvan között. 1872-ben már Egerrel, 1891-ben Debrecennel is vasútvonal kötötte össze a települést, mely így a térség fontos vasúti csomópontjává fejlődött.
1989-ben kapott városi rangot. Ma Heves vármegye ötödik legnépesebb települése.

## Közélete

### Polgármesterei
- 1990–1994: Dr. Pásztor József (KDNP-MDF-FKgP)[4]
- 1994–1998: Dr. Pásztor József (KDNP-Fidesz-MDF-FKgP)[5]
- 1998–2002: Gulyás László (Baloldali Ifjúsági Társulás-MSZP-MP-SZDSZ)[6]
- 2002–2006: Gulyás László (MSZP-MP-SZDSZ)[7]
- 2006–2010: Laminé Antal Éva (Fidesz-KDNP-MIÉP-MDF-Fidelitas)[8]
- 2010–2014: Gulyás László (Összefogás Füzesabonyért Egyesület)[9]
- 2014–2019: Nagy Csaba (független)[10]
- 2019–2024: Nagy Csaba (Fidesz-KDNP)[11]
- 2024– : Nagy Csaba (Fidesz-KDNP)[1]

## Népesség
A település népességének változása:
| Lakosok száma | 7823 | 7707 | 7412 | 7190 | 7170 | 7143 |
|               | 2013 | 2014 | 2018 | 2022 | 2023 | 2024 |

2001-ben a település lakosságának 98%-a magyar, 2%-a cigány nemzetiségűnek vallotta magát.
A 2011-es népszámlálás során a lakosok 83,7%-a magyarnak, 4,1% cigánynak, 0,4% németnek, 0,4% románnak mondta magát (16,1% nem nyilatkozott; a kettős identitások miatt a végösszeg nagyobb lehet 100%-nál). A vallási megoszlás a következő volt: római katolikus 47,2%, református 3,5%, görögkatolikus 0,4%, felekezeten kívüli 15,6% (31% nem nyilatkozott).
2022-ben a lakosság 92,3%-a vallotta magát magyarnak, 3,1% cigánynak, 0,4% németnek, 0,2% ukránnak, 0,1% horvátnak, 0,1% románnak, 1,6% egyéb, nem hazai nemzetiségűnek (7,6% nem nyilatkozott; a kettős identitások miatt a végösszeg nagyobb lehet 100%-nál). Vallásuk szerint 38% volt római katolikus, 3,1% református, 0,4% görög katolikus, 0,1% evangélikus, 0,1% ortodox, 1,7% egyéb keresztény, 0,7% egyéb katolikus, 15,1% felekezeten kívüli (40,6% nem válaszolt).

## Látnivalók
A város főbb látnivalói a következők:
- Keresztelő Szent János-templom
- I. világháborús emlékmű
- Helytörténeti gyűjtemény
- Trianon-emlékmű
- Vasútállomás, Pfaff Ferenc tervezte
- Pusztaszikszó, Szent Vendel-kápolna.

## Híres emberek
- Itt született 1911. augusztus 9-én Bíró Sándor válogatott labdarúgó
- Itt született 1911. szeptember 24-én Belon Gellért pécsi segédpüspök.
- Itt született 1913. február 8-án Dr. Gál István piarista szerzetespap, tanár.
- Itt született 1941. június 1-én, Szabó János honvédelmi miniszter.
- Itt született 1946. július 18-án Holczreiter Sándor olimpiai bronzérmes, háromszoros világbajnok súlyemelő.
- Itt töltötte kora gyermekkorát Koncz Zsuzsa énekesnő.

## Külső hivatkozások
- Füzesabony honlapja
- Városi Televízió Füzesabony
- Remenyik Zsigmond Gimnázium Archiválva 2006. augusztus 8-i dátummal a Wayback Machine-ben
- Rádió Füzes A Város hangja
- Magda Henrietta:Füzesabony története a régészeti leletek tükrében, 1998, Budapest